# Zīksār
Zīksār (persiska: زیکسار) är en ort i Iran.   Den ligger i provinsen Gilan, i den nordvästra delen av landet, 270 km nordväst om huvudstaden Teheran. Zīksār ligger 3 meter över havet och antalet invånare är 270.
Terrängen runt Zīksār är huvudsakligen platt, men västerut är den kuperad. Runt Zīksār är det tätbefolkat, med 493 invånare per kvadratkilometer. Närmaste större samhälle är Reẕvānshahr, 18,4 km norr om Zīksār. Trakten runt Zīksār består till största delen av jordbruksmark.